# Andosins
Els andosins (en grec Ἀνδοσίνοι) eren un poble que l'historiador grec Polibi de Megalòpolis situa a la península Ibèrica, entre l'Ebre i els Pirineus. Polibi els esmenta en descriure els pobles als quals es va enfrontar l'exèrcit d'Hanníbal quan es disposava a passar els Pirineus en direcció cap a Roma, en el context de la Segona Guerra Púnica. Juntament amb els andosins, Hanníbal va derrotar els ilergets, els bargusis i els airenosis.
Tradicionalment hom els ha localitzat a la vall d'Andorra, per proximitat geogràfica i semblança entre tots dos noms, dins el territori dels antics ceretans. Seguint aquesta hipòtesi, hom ha volgut suposar que parlaven una llengua força pròxima al basc (que podria ser ibèric o una llengua pròxima a aquestes dues), cosa que encaixa amb la toponímia preromana d'Andorra, i ha relacionat llur nom amb el basc handi 'gran'. No obstant això, els motius de la identificació són força febles i no es tracta més que d'una hipòtesi.